# Taihō (1943)
Taihō (jap. 大鳳, Wielki Feniks) – japoński lotniskowiec z okresu II wojny światowej

## Historia
Lotniskowiec Taihō był rozwiniętą wersją lotniskowców typu Shōkaku. Przy konstruowaniu tej jednostki wykorzystano również brytyjskie doświadczenia budowy lotniskowców typu Illustrious. Początkowo zamówiono 4 lotniskowce tego typu, lecz ostatecznie zbudowano tylko jeden lotniskowiec "Taihō". 
Stępkę pod budowę tego lotniskowca położono w stoczni Kawasaki w Kobe w dniu 10 lipca 1941 r., wodowanie nastąpiło w dniu 7 kwietnia 1943 r., a ostatecznie został on wyposażony w dniu 7 marca 1944 r. 
W budowie lotniskowca zastosowano po raz pierwszy w Japonii opancerzenie pokładu lotniczego na całej długości, w przeciwieństwie do brytyjskich "pancernych" lotniskowców. Pokład startowy posiadał pancerz o grubości 75-77,5 mm, co miało zapewnić ochronę przed eksplozją bomby o masie 455 kg. Dwukondygnacyjny hangar lotniczy o długości 150 metrów, według projektu, miał mieścić 84 samoloty, lecz z uwagi na to, że lotnictwo japońskie nie posiadało samolotów ze składanymi skrzydłami, praktyczna pojemność wynosiła do 74 samolotów.

## Działania bojowe

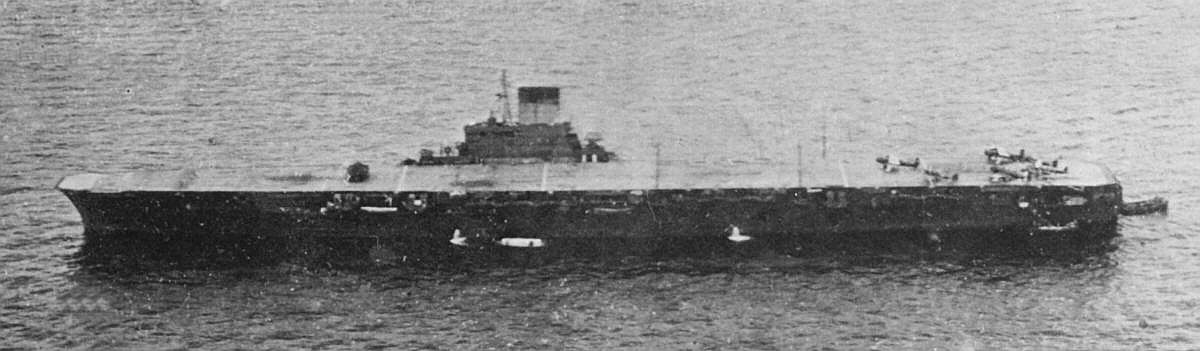
Lotniskowiec "Taihō"

Lotniskowiec "Taihō" w dniu 7 marca 1944 r. został włączony w skład 1. Dywizjonu Lotniskowców 3. Floty, a jego dowódcą został komandor Tomozo Kikuchi. Wraz z tą flotą podjął działania bojowe. 
W dniu 15 kwietnia 1944 r. został okrętem flagowym 3. Floty i na jego pokład wszedł dowódca tej floty wiceadmirał Jisaburō Ozawa. Wraz z całą flotą skierował się na Morze Filipińskie w celu stoczenia bitwy z 58 zgrupowaniem floty amerykańskiej dowodzonym przez admirała Marka Mitschera. Do starcia doszło w dniu 19 czerwca 1944 r. Walczyły jedynie samoloty startujące z lotniskowców. 
W tym czasie amerykański okręt podwodny USS "Albacore" natrafił na zgrupowanie japońskiej floty i wystrzelił salwę 6 torped w kierunku lotniskowca. Jeden z pilotów startujących z lotniskowca, chorąży Sakio Komatsu dostrzegłszy ślady torped w wodzie, po bezskutecznych próbach przestrzelenia jednej z nich z broni pokładowej samobójczo staranował pocisk tuż przed okrętem. Z pozostałych torped tylko jedna trafiła w okręt. Uszkodziła ona zbiorniki paliwa lotniczego, którego opary wypełniły szyb przedniej windy. Z powodu trudności z uszczelnieniem zbiornika paliwa podjęto decyzję o przewietrzeniu okrętu, ale osiągnięto efekt odmienny od zamierzonego i cały okręt wypełnił się oparami paliwa. Pojawienie się iskry spowodowało eksplozję. Wtedy to z lotniskowca zszedł dowódca floty wiceadmirał Ozawa. Podjęta akcja ratownicza nie przyniosła efektu i po wybuchu oparów paliwa okręt zatonął na północ od wyspy Yap, w sześć godzin po trafieniu torpedą. Zginęło 1628 marynarzy.

## Dane taktyczno- techniczne
- Opancerzenie (o łącznej masie 8940 ton):
  - burty: 56 – 152 mm (podaje się także 55 - 150 mm)
  - pokład: 94 mm (pierwszy lotniskowiec japoński o opancerzonym pokładzie)